# Benjamin Frankel
Benjamin Frankel (Londra, 31 gennaio 1906 – 12 febbraio 1973) è stato un compositore britannico.

## Biografia
Figlio di genitori ebrei polacchi, iniziò a studiare violino in età molto giovane, mostrando un notevole talento; all'età di quattordici anni, le sue abilità col pianoforte attirarono la curiosità di Victor Benham, che convinse i genitori a lasciarlo studiare musica a tempo pieno. Trascorse qualche settimana in Germania nel 1922, ma ben presto tornò a Londra, dove vinse una borsa di studio per entrare a far parte della Worshipful Company of Musicians e provò a creare le sue prime serie composizioni, guadagnandosi da vivere come pianista, violinista e arrangiatore jazz.
A partire dai primi anni trenta, Frankel fu molto richiesto come direttore d'orchestra e come arrangiatore; abbandonò il lavoro teatrale nel 1944, sebbene abbia continuato ad interessarsi alla composizione di colonne sonore per le produzioni cinematografiche, componendo oltre 100 opere in questo campo. Divenne molto conosciuto soprattutto dopo la seconda guerra mondiale; il suo primo lavoro a guadagnarsi fama mondiale fu il concerto per violino dedicato "alla memoria dei sei milioni", in riferimento agli ebrei uccisi durante l'olocausto, commissionatogli per il Festival di Berlino del 1951 ed eseguito per l prima volta da Max Rostal.
Le opere più famose di Frankel comprendono un ciclo di cinqueue quartetti d'archi e otto sinfonie, così come una serie di concerti per violino e viola. La sua opera più famosa è probabilmente la Prima sonata per solo violino, la quale, così come i suoi concerti, nasce da una lunga collaborazione con Max Rostal. Durante gli ultimi 15 anni della sua vita, Frankel sviluppò il suo stile di composizione in dodecafonia.
Frankel morì a Londra nel 1973 mentre lavorava sull'opera in tre atti Marching Song e una nona sinfonia che gli era stata commissionata dalla BBC. Quando morì, la Marching Song era stata completata in una breve versione e fu orchestrata da Buxton Orr, un compositore che aveva studiato con Frankel e che fece molto per far rinascere l'interesse nei suoi confronti.

## Reputazione postuma
Nei vent'anni che seguirono la sua morte, le opere di Frankel furono quasi del tutto trascurate. Nel 1996, la BBC lo presentò come "compositore della settimana", permettendo così a molta gente di avere una prima opportunità per ascoltare la sua musica (la BBC ripeté questa esperienza dieci anni dopo). Una svolta importante si ebbe quando una casa discografica tedesca (la CPO, Classic Produktion Osnabrück) decise di registrare l'intera opera di Frankel con il supporto della ABC, Australian Broadcasting Corporation. Questo diede un'idea globale dell'entità della produzione dell'artista britannico.

## Opere selezionate

### Sinfonie
- Sinfonia n. 1 — op. 33, tre movimenti, 1958 (forse la prima in dodecafonia)
- Sinfonia n. 2 — op. 38, tre movimenti, 1962
- Sinfonia n. 3 — op. 40, un movimento, 1964
- Sinfonia n. 4 — op. 44, tre movimenti, 1966
- Sinfonia n. 5 — op. 46, tre movimenti, 1967
- Sinfonia n. 6 — op. 49, cinqueue movimenti, 1969
- Sinfonia n. 7 — op. 50, quattro movimenti, 1970
- Symphony no. 8 — op. 53, quattro movimenti, 1971

### Concerti
- Concerto per violino Alla memoria dei sei milioni op. 24, quattro movimenti, 1951
- Serenata concertante per trio di pianoforte e orchestra, un movimento op. 37, 1960
- Concerto per viola op. 45, tre movimenti, 1967

### Altre opere per orchestra e piccola orchestra (selezionate)
- Tre srudi per pianoforte, op. 1, 1926
- Terzetto d'archi n.1, op. 3
- Terzetto per clarinetto, violoncello e pianoforte, op. 10, tre movimenti, 1940
- Suonata per solo violino n.1, op. 13 (prima del 1943)
- Quartetto d'archi n. 1, op. 14, quattro movimenti, 1944–5
- Quartetto d'archi n. 2, op. 15, cinque movimenti, 1944
- Quartetto d'archi n. 3, op. 18, cinque movimenti, 1947
- Early Morning Music, trio per oboe, clarinetto and fagotto, tre movimenti, 1948
- Quartetto d'archi n. 4, op. 21, quattro movimenti, 1949?
- Quartetto per pianoforte ed archi, op. 26, tre movimenti ((c) 1962 ma forse composto negli anni '50)
- Quintetto per clarinetto ed archi, op. 28, tre movimenti, 1956
- Invenzioni in modo Maggiore/Minore, per violoncello e pianoforte, op. 31
- Terzetto d'archi n. 2, op. 34, tre movimenti, (c) 1960 (?)
- cinque Pezzi Notturni per undici strumenti, op. 35, cinque parti, 1959
- Sonata per solo violino n. 2, op. 39, tre movimenti, 1962
- Pezzi pianissimi per clarinetto, violoncello e pianoforte, op. 41, quattro parti, 1964
- Quartetto d'archi n. 5, op. 43, cinque movimenti, 1965

### Opere cantate
- The Aftermath, op. 17
- Huit chants, op. 32, 1959

### Colonne sonore
- Radio Parade of 1935, regia di Arthur B. Woods (1935)
- No Monkey Business, regia di Marcel Varnel (1935)
- Love in Exile
- Incontro nel buio
- Aventure malgache, regia di Alfred Hitchcock (1944)
- Bon Voyage, regia di Alfred Hitchcock (1944)
- The Great Circle
- Flight from Folly, regia di Herbert Mason (1945)
- London Belongs to Me, 1948
- Trottie True, 1948
- Cristo fra i muratori, regia di Edward Dmytryk (1949)
- I giovani uccidono, 1950
- I trafficanti della notte, 1950
- Lo scandalo del vestito bianco (The Man in the White Suit), regia di Alexander Mackendrick (1951)
- Appointment with Venus, regia di Ralph Thomas (1951)
- L'importanza di chiamarsi Ernesto (film) (The Importance of Being Earnest), regia di Anthony Asquith (1952).
- Domani splenderà il sole (A Kid for Two Farthings), regia di Carol Reed (1955)
- La maledizione del lupo mannaro, 1960

### Direzione musicale (film)
- La battaglia dei giganti, 1965